# امل ماجری
امل ماجری (به فرانسوی: Amel Majri) (زادهٔ ۲۵ ژانویهٔ ۱۹۹۳) یک بازیکن فرانسوی-تونسی فوتبال زنان است.وی همکنون در لیگ برتر فوتبال زنان فرانسه و برای تیم المپیک لیون بازی میکند.او در لیگ قهرمانان اروپای زنان نیز برای این تیم بازی کرده است.مجری اغلب در پست هافبک بازی میکند.اما به عنوان مدافع نیز بازی میکند.او همچنین از بازیکنان تیم ملی فوتبال زنان فرانسه است.